# Junge Dornen (Film)
Junge Dornen (neuer Titel: Herausgefordert, im Original To Sir, With Love) ist ein Film der Columbia Pictures Corporation von 1967 nach dem autobiographischen Roman To Sir, With Love von E. R. Braithwaite. Die deutsche Ausgabe erschien unter dem Titel Mit Liebe. Erlebnisroman um junge Menschen.

## Handlung
Mark Thackeray ist ein arbeitsloser Ingenieur, der im Londoner Problemviertel East End eine Stelle als Lehrer annimmt. Bald muss er feststellen, dass die Schülerinnen und Schüler äußerst gewalttätig sind. Angeführt von Bert Denham und Pamela Dare versuchen sie gewissermaßen die Macht in der Klasse zu übernehmen. Thackeray versucht zunächst, ruhig und besonnen zu bleiben, lässt sich aber dann doch provozieren. Schließlich führt er strengere Regeln ein und bemüht sich zugleich, die Schüler wie Erwachsene zu behandeln. Thackeray gewinnt damit einen Teil der Klasse, nicht aber Denham. Der Konflikt eskaliert immer mehr.
Der Film endet mit der Abschlussparty der Klasse, zu der auch Thackeray eingeladen wird und ein Geschenk der Schüler erhält. Obwohl er gerade eine Anstellung in seinem erlernten Beruf als Ingenieur erhalten hat, entscheidet er sich daraufhin, weiterhin als Lehrer zu arbeiten. 

## Hintergrund
Der Film startete am 14. Juni 1967 in den USA und am 29. Oktober 1967 in Großbritannien. Die deutsche Fassung wurde unter dem Titel Junge Dornen ab 31. Oktober 1967 in den westdeutschen und ab 23. August 1968 in den DDR-Kinos gezeigt.
Die DVD erschien am 1. Februar 2000 bei der Firma Sony Pictures Home Entertainment, nunmehr unter dem neuen deutschen Titel Herausgefordert.
Die britische Popsängerin Lulu singt den Titelsong To Sir With Love und tritt in einer Nebenrolle als eine der Schülerinnen auf.

## Kritiken
- Dirk Jasper: „Sidney Poitier als Thackeray in einer dramatischen Glanzrolle. Knisternde Spannung bis zur letzten Minute.“
- Lexikon des internationalen Films: „Als Appell an Eltern und Erzieher gedacht, verliert der handwerklich sauber inszenierte Film durch seine vereinfachende Psychologie und beschönigende Darstellung an Glaubwürdigkeit.“[1]
- Zu einer ähnlichen Einschätzung gelangt der Evangelische Film-Beobachter: „Durch den aufgesetzten Schluß zu stark versüßt und dem Thema nicht mehr gerecht werdend, kann der sonst schauspielerisch gute Streifen nur als mäßige Unterhaltung angesehen werden. Aber erst ab 16 Jahren!“[2]